# Tommy Gustafsson
Tommy Gustafsson, född 1944, är en av de ledande galopptränarna på Täby Galopp med segrar i bland annat Svenskt Derby.  
Tommy Gustafsson hade i ungdomen en ponny som han tränade trav, galopp och hoppning med. Som 15-åring blev han lärling hos en galopptränare på Ulriksdal och efter fyra år började han arbeta på Täby för en annan tränare. Sin egen tränarlicens fick han 1973. Både 1994 och 1995 vann Gustafssons hästar Svenskt Derby. Janos Tandari var jockey båda gångerna.